# Jean-Louis Théobald
Pour les articles homonymes, voir Theobald.
Jean-Louis Théobald, dit Taverny, alias Jean-Jacques Terrier, né le 12 mars 1923 à Besançon et mort le 1er septembre 2012 à Paris, est un résistant et un diplomate français.

## Biographie
Étudiant en médecine, Théobald est recruté à la fin mars 1943 par Daniel Cordier, secrétaire de la délégation de Jean Moulin, comme courrier, sous les ordres de Hugues Limonti, et devient l'agent de liaison auprès du général Charles Delestraint, à Paris.
Les autres membres du secrétariat de la délégation à Paris sont Daniel Cordier Bip-W, Laure Diebold Mado, Hugues Limonti Germain, Georges Archimbaud et Francis, dit Louis, Rapp. Ils sont rejoints par Claire Chevrillon et Jacqueline Pery d'Alincourt.
Chaque jour, Joseph Van Dievort Léopold fait le trajet Lyon-Paris et retour, alors que Suzanne Olivier Dominique Lebon fait le trajet Paris-Lyon et retour, afin de transmettre le courrier aux deux bureaux de la délégation. 
Le 9 juin 1943, en compagnie de Joseph Gastaldo, Théobald est arrêté, non loin du métro Rue de la Pompe, sous l'identité de Terrier, étudiant. Gastaldo et Théobald avaient rendez-vous avec le général Delestraint.
Le 24 septembre 1943, Archimbaud, Rapp et Jacqueline d'Alincourt sont arrêtés à Paris en même temps que Laurent Girard monté de Lyon. 
Emprisonné à Fresnes, Théobald subit 18 interrogatoires. En janvier 1944, il s'évade pendant le transport de déportation et gagne l'Afrique du Nord via la France et l'Espagne. Incorporé au 1er régiment de fusiliers marins (1re division française libre), il se bat en Italie.
Débarqué en Provence, Théobald participe à la libération de Toulon, Lyon, Belfort.
Ayant servi en Indochine et en Algérie, le capitaine de vaisseau Théobald intègre l'administration de la France d'Outre-mer. Il termine sa carrière dans le corps diplomatique, aux États-Unis et en Allemagne.
Il a épousé la comédienne Michèle André et a deux enfants.
Il meurt le 1er septembre 2012, à l’âge de 89 ans à l’hôpital du Val-de-Grâce à Paris.

## Distinctions
- Grand officier de la Légion d'honneur (20 mai 2004)[4]
- Médaille de la Résistance française avec rosette (11 mars 1947)[5]